# Milan Milutinović
Milan Milutinović, cyr. Милан Милутиновиħ (ur. 19 grudnia 1942 w Belgradzie, zm. 2 lipca 2023 tamże) – serbski prawnik, polityk i dyplomata, działacz Socjalistycznej Partii Serbii, w latach 1997–2002 prezydent Serbii.

## Życiorys
Ukończył studia prawnicze na Wydziale Prawa Uniwersytetu w Belgradzie. Obejmował różne stanowiska administracyjne i polityczne w Jugosławii i Serbii. Był delegatem do zgromadzenia organizacji politycznych i społecznych, członkiem komisji spraw zagranicznych Zgromadzenia Federalnego, sekretarzem ds. edukacji i nauki w Serbii, ambasadorem w Grecji. W 1995 objął urząd ministra spraw zagranicznych Jugosławii. Brał udział w negocjacjach pokojowych zakończonych w tym samym roku podpisaniem układu w Dayton.
W grudniu 1997 jako kandydat socjalistów został wybrany na urząd prezydenta Serbii. Pięcioletnia kadencja upłynęła w grudniu 2002. W styczniu 2003 dobrowolnie zgłosił się do Międzynarodowego Trybunału Karnego dla byłej Jugosławii w Hadze. Zostały mu przedstawione zarzuty zbrodni wojennych i zbrodni przeciw ludzkości związanych z deportacjami i morderstwami albańskich cywilów z Kosowa. W lutym 2009 został uniewinniony od popełnienia wszystkich zarzucanych mu czynów. Trybunał uznał, że Milan Milutinović jako prezydent Serbii nie miał bezpośredniej kontroli nad jugosłowiańską armią, a decyzje dotyczące działań wojennych były podejmowane faktycznie przez Slobodana Miloševicia. Dzień po ogłoszeniu wyroku były prezydent powrócił do Belgradu.